# Alvarkösa
Alvarkösa eller alvarvena (Apera interrupta) är ett ettårigt gräs som blommar i juni, och endast förekommer på Öland och Gotland.